# Lijst van burgemeesters van Lange Ruige Weide
Dit is een lijst van burgemeesters van de voormalige Nederlandse gemeente Lange Ruige Weide tot die in 1964 samen met Papekop, Hekendorp en Waarder opging in de fusiegemeente Driebruggen.
| Ambtsperiode | Naam burgemeester               | Partij of stroming | Bijzonderheden |
| ------------ | ------------------------------- | ------------------ | --- |
| 1817 - 1844  | Gerrit Nicolaas Buddingh        |                    | tot 1825 schout, tevens tijdens (deel van) deze periode schout/burgemeester van Harmelen, Indijk, Veldhuizen en Laag-Nieuwkoop                  |
| 1844 - 1846  | Nicolaas Willem Buddingh Gz.    |                    | |
| 1846 - 1850  | Frederik Kok                    |                    | waarnemend |
| 1850 - 1861  | Pieter Marie Montijn            |                    | tevens burgemeester van Oukoop (1846-1857), Papekop (1852-1861) en Hekendorp (1852-1861)                                                        |
| 1861 - 1882  | Georgeus Andreas Muller         |                    | tevens burgemeester van Papekop en Hekendorp, eerder burgemeester van Ameide en Tienhoven                                                       |
| 1882 - 1892  | Gerardus Anne Haentjens Dekker  |                    | tevens burgemeester van Papekop en Hekendorp, eerder burgemeester van Leimuiden                                                                 |
| 1892 - 1928  | Willem Hendrik Marianne Doorman |                    | tevens burgemeester van Papekop en Hekendorp |
| 1928 - 1951  | Leendert Cornelis Brinkman      | ARP                | tevens burgemeester van Papekop en Hekendorp, eerder burgemeester van Den Bommel                                                                |
| 1952 - 1955  | Pieter (P.) Feitsma             | PvdA               | waarnemend, tevens burgemeester van Reeuwijk (1948-1955) en waarnemend burgemeester van Papekop en Hekendorp, later burgemeester van Sliedrecht |
| 1955 - 1964  | Hendrik Prinsen                 | ARP                | tevens burgemeester van Papekop en Hekendorp, vanaf 1962 waarnemend burgemeester                                                                |